# Fuensanta Vidal
Josefa Fuensanta Vidal Gómez (n. en San Javier, Murcia, España), es una escritora española principalmente de novela histórica y novela romántica bajo los seudónimos de Fuensanta Vidal y Amber Lake desde 2006. 

## Biografía
Josefa Fuensanta Vidal Gómez nació en San Javier, Murcia, España. Diplomada en Magisterio y licenciada en Historia, trabaja en la biblioteca de la Universidad Politécnica de Cartagena. Reside en Cartagena.
Escritora vocacional, le gusta cultivar diversos estilos, temáticas y géneros literarios. Ha publicado relatos, novelas cortas y poemas en diferentes libros colectivos y revistas, aunque sus obras más conocidas son las novelas románticas. La primera, Estrategias del destino, fue publicada por la editorial argentina Vestales en 2008. En 2018 resultó ganadora del VI Premio Internacional HQÑ, convocado por la editorial HarperCollins Ibérica, con su novela La máscara del traidor.

## Obras

### Como Fuensanta Vidal
- Un día en la vida de una sufrida madre, esposa, parada, cursillista… (relato) Tercer premio en VIII Certamen “Día de la mujer  2003”, Ayto. Molina de Segura (Murcia). 2006.
- Si he de morir mañana (relato). Ganador I Premio Digi-Book 2010. Antología Premio Digi-Book 2010. ObraPropia. 2010.
- Te fuiste (poema). Antología "Con otra voz: Éxtasis poético", Latin Heritage Foundation. 2011.
- Amante improvisado (relato). Antología “EROS”. La Fragua del Trovador. 2012.
- Furtivo (relato). Antología “Diez por cien y más”. La Pereza. 2013.
- Deseo que te pudras en el infierno (relato). Antología "Deseos". Letras con Arte. 2014.
- La última cita (relato). Revista "Las 4 estaciones". La Esfera Cultural. 2015.

### Como Amber Lake

#### Serie Escolta
1. El escolta. Editorial El Maquinista (2010). Ediciones Kiwi (2014)
2. Testigo protegido. Ediciones Kiwi (2016). Reedición ampliada (2019)

#### Serie Hermanos Rawson
1. Estrategias del destino. Editorial Vestales (2008). Ediciones Kiwi (2017)
2. Hechizo de sirena. Ediciones Kiwi (2018)
3. Promesas del pasado. Ediciones Kiwi (2019)

#### Novelas independientes
- Atrapada en el engaño. Editorial El Maquinista (2011)
- Buscando a la esposa perfecta. Ediciones Kiwi (2012)
- La luz de tu mirada. Editorial Creadores de Sueños (2014). Editorial HarperCollins Ibérica (2019)
- The Perfect Wife. Ice House Publisher 2015. (Traducción al idioma inglés de Buscando a la esposa perfecta)
- El amante sin rostro. Editorial GramNexo (2015). Editorial Creadores de Sueños (2015). Ediciones Kiwi (2020)
- Suplantación. Ediciones Kiwi (2016)
- La máscara del traidor. Editorial HarperCollins Ibérica (2018)
- Súbete a unos tacones y tu vida cambiará. Ediciones Kiwi (2019)
- La esposa. Ediciones Kiwi (2020)
- Solo para ellas. Ediciones Kiwi (2021)
- Donde los sueños te lleven. Editorial HarperCollins Ibérica (2021)
- Un día más en el paraíso. Editorial HarperCollins Ibérica (2022)

#### Colaboraciones
- Una tarjeta por San Valentín. Antología “Especial San Valentín”. Revista digital RománTica´S. 2010.
- Amor furtivo. Antología “Cien mini relatos de amor y un deseo satisfecho”. Éride. 2012.
- Carta de amor desde la eternidad. Antología “Lo que a Cupido nunca conté”. 2016.
- El amigo invisible. III Antología RA. 2017
- Regalo de cumpleaños. Antología “13 almas y un corazón”. 2019.